# Mûmakil

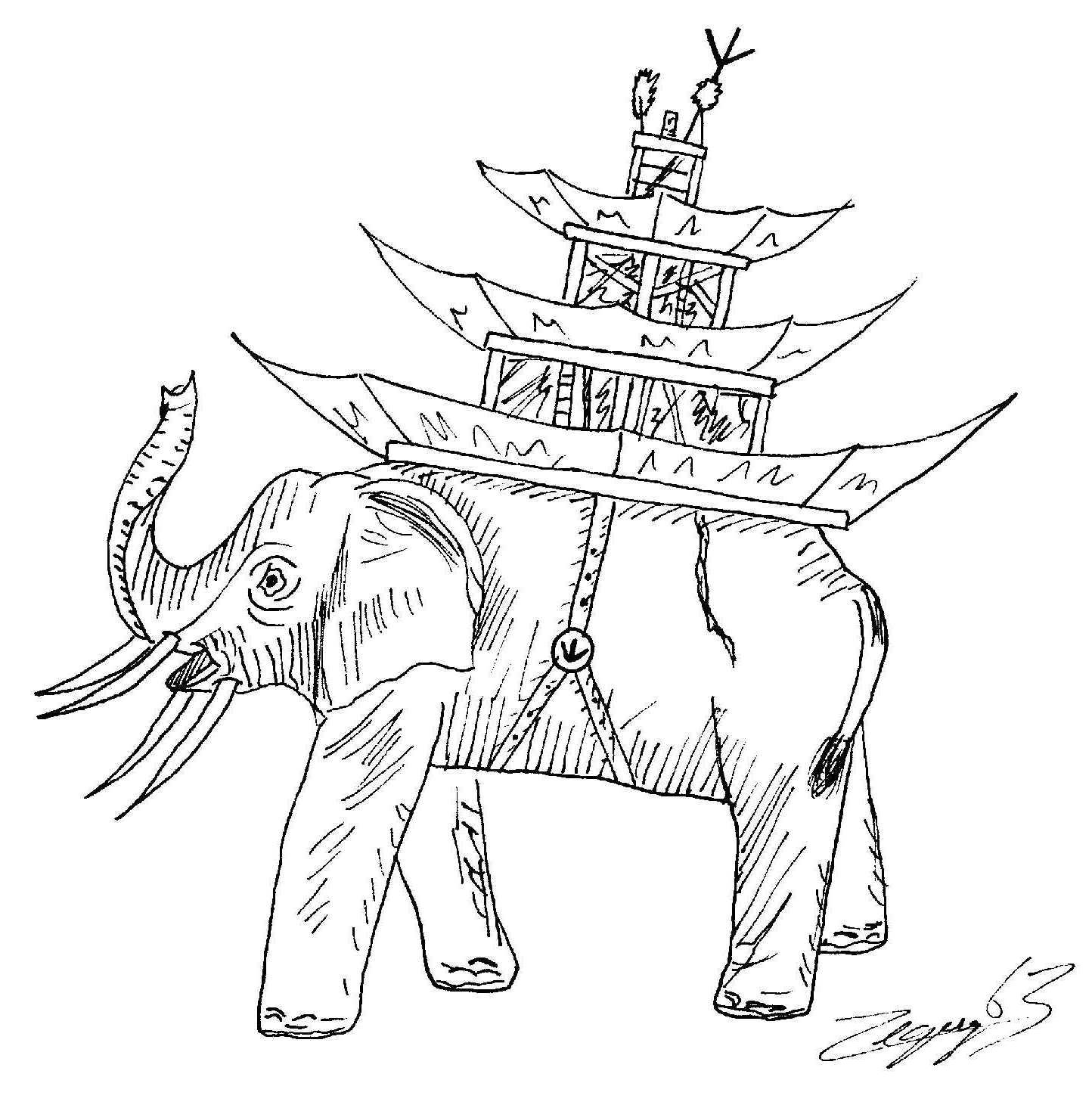
Mûmakil

Mûmakil (jednotné číslo mûmak), známí mezi hobity jako olifanti, jsou fiktivní zvířata z fantasy románu Pán Prstenů anglického spisovatele J.R.R.Tolkiena. Jako inspirace posloužili váleční sloni (viz jméno olifant resp. oliphaunt, odvozené z anglického termínu elephant). 
Vojenské síly Haradu mûmaky využívají jako tažná zvířata a rovněž přímo v bitvách pro jejich obrovskou sílu, odolnost a také nezanedbatelný psychologický efekt. Do bitvy jdou vybaveni věží, která je osazena lučištníky a každého mûmaka řídí poháněč, který mu sedí za krkem. Rozzuřený mûmak je téměř nezastavitelná síla, které máloco odolá. Jeden z efektivních, byť krajně obtížných způsobů, jak toho docílit, je zasáhnout zvíře šípem do oka.
Větší množství mûmaků bylo Haradskými nasazeno během bitvy na Pelennorských polích, popsané ve třetím díle trilogie, kde způsobili obráncům značné ztráty. Ještě před bitvou se jeden olifant ztratil při rozprášení haradského oddílu Faramirovou hraničářskou družinou. 